# Substance (philosophie)
Pour les articles homonymes, voir substance.
En philosophie, le mot substance (du latin substantia, ce qui est dessous) désigne ce qu'il y a de permanent dans les choses qui changent, le support de leurs qualités (accidentelles et essentielles).
Le substratum, ou substance, est une conception de la nature fondamentale des objets ou des personnes selon laquelle un objet (ou une personne) est une « substance » distincte de ses propriétés. Selon les théories du substratum, et contrairement à la théorie du faisceau, une substance ne se réduit pas à une collection de propriétés : il y a quelque chose en plus, le substratum ou la substance, qui est à la fois le support des propriétés et ce qui fait l'unité de cet ensemble de propriétés, dans la mesure où celles-ci sont portées par un seul et même substrat.
Le concept de substance est un des concepts centraux de la métaphysique et de l'ontologie. Plusieurs controverses philosophiques portent sur le concept de substance : une première oppose ceux qui nient l'existence des substances aux partisans de la théorie de la substance (ou substantialisme). Parmi ces derniers, il y a un désaccord entre ceux qui considèrent qu'il n'y a qu'un seul type de substance (monistes) et ceux qui considèrent qu'il en existe deux (dualiste) voire davantage (pluralistes).
Par ailleurs, plusieurs grandes religions ont utilisé le concept philosophique de substance pour formuler leurs dogmes, en particulier le christianisme.

## Histoire des conceptions philosophiques de la substance
La notion de substance a connu deux moments importants dans l'histoire de la philosophie :
- sa première élaboration au sein de la philosophie d'Aristote au IVe siècle av. J.-C. , qui sera reprise par la philosophie scolastique au Moyen Âge ;
- sa ré-élaboration au XVIIe siècle par Descartes et les philosophes post-cartésiens (Malebranche, Leibniz, et Spinoza), à la suite de la crise de la philosophie scolastique.

### Théorie aristotélicienne de la substance: la substance comme support des qualités
La première grande théorisation de la substance est celle réalisée par Aristote. Le mot latin substantia a en effet été introduit en philosophie par Boèce pour traduire ce qu'Aristote nomme l’ousia (οὐσία) dans sa philosophie. Il faut faire attention au fait que le terme ousia a plusieurs sens chez Aristote : en un sens l’ousia est la substance, support des qualités, en un autre sens, l’ousia seconde (deutera ousia) est l'essence d'une chose, c'est-à-dire sa nature (par exemple, la chevalinité pour un cheval).
L’ousia en tant que substance est la première des dix catégories distinguées par Aristote dans les Catégories. Elle se caractérise par le fait que toutes les autres catégories se disent d'une substance tandis que la substance ne se dit pas d'une autre catégorie. Par exemple, la qualité d'être philosophe se dit de la substance Socrate mais "être Socrate" ne se dit que de Socrate. À cette caractérisation logique de la substance s'ajoute une caractérisation ontologique : la substance n'est pas dans un autre être, ce sont les autres êtres qui sont en elle. La substance est ainsi le sens premier de l'être.
La théorie du substratum trouve son origine chez Aristote qui, dans Métaphysique Z, propose de dépouiller une substance de ses propriétés pour trouver le porteur que celles-ci ont en commun. Ce porteur ne possède en lui-même aucune propriété, sauf « en puissance ». Entendu ainsi, le substratum est le sujet d'attribution des propriétés et constitue la « matière première » (materia prima) de la substance individuelle :
Si [la matière] n'est pas la substance, en effet, on ne voit pas quelle autre chose le sera, car si l'on supprime tous les attributs, il ne subsiste rien, évidemment, que le substrat […] Le sujet dernier n'est donc, par soi, ni un être déterminé, ni d'une certaine quantité, ni d'aucune autre catégorie ; il ne consistera même pas dans la simple négation de ces catégories, car les négations, elles aussi, ne lui appartiendront que par accident.
Par ailleurs, les substances sont le support (hypokeimenon en grec) des qualités. En cas d'altération (changement de qualité), de croissance ou de diminution (changement de quantité), ou de déplacement (changement de lieu) d'une chose, ce qui perdure et est le support du changement, c'est la substance. Prenons l'exemple d'une quantité d'eau liquide qui se transforme en glace. D'un point de vue aristotélicien, il y a une substance inchangée à travers cette altération. L'eau liquide n'est pas remplacée par la glace, c'est la même substance qui perdure malgré le changement.
Le concept de substance permet ainsi à Aristote de rendre compte du changement.
Pour Aristote, une substance est un composé de forme et de matière (Métaphysique, Z, 3, 1029a27-33) selon la doctrine dite de l'hylémorphisme. Le premier moteur est l'exception : il est une substance immatérielle, une pure pensée. Aristote considère Dieu comme à la fois ontologiquement et causalement antérieur à toutes les autres substances.
On retrouve l'écho de cette conception chez le philosophe et théologien saint Thomas d'Aquin qui considère que les « formes non-substantielles » (les propriétés) sont prédiquées de la substance mais que la « forme substantielle » (le substratum) est prédiquée de la matière.
La tradition ultérieure distinguera entre les attributs et les modes de la substance. Les « particuliers nus » de la métaphysique analytique – équivalents contemporains des substrata – n'ont pas quant à eux leur antécédent dans la notion aristotélicienne de « matière première », car celle-ci, au moins chez Aristote, n'est pas déterminée, contrairement aux « particuliers nus » de Bergmann[Lequel ?] et de ses successeurs.

### Théories de la substance auXVIIesiècle
À la suite de la révolution galiléenne et de l'apparition de la science moderne, la philosophie d'Aristote a perdu de sa prédominance, il s'est ainsi posée la question pour les philosophes de l'âge classique du sens à donner au concept de substance.

#### Théorie cartésienne de la substance
Descartes a notamment abordé cette question dans les Méditations sur la philosophie première (1641). L'un des principaux buts de ce traité est d'établir une distinction réelle entre l'esprit et le corps, c'est-à-dire de montrer que l'un peut exister sans l'autre. Descartes pense cette distinction réelle du corps et de l'esprit au moyen du concept de substance. Dans la sixième et dernière Méditation, il l'établit en montrant que le corps est une substance matérielle dont l'essence est d'être étendue (res extensa) tandis que l'esprit est une substance immatérielle dont l'essence est d'être pensante (res cogitans) :
« Je reconnais aussi en moi quelques autres facultés comme celles de changer de lieu, de se mettre en plusieurs postures, et autres semblables, qui ne peuvent être conçues, non plus que les précédentes, sans quelque substance à qui elles soient attachées, ni par conséquent exister sans elle ; mais il est très évident que ces facultés s'il est vrai qu'elles existent, doivent être attachées à quelque substance corporelle ou étendue, et non pas à une substance intelligente, puisque, dans leur concept clair et distinct, il y a bien quelque sorte d'extension qui se trouve contenue, mais point du tout d'intelligence. »
Pour Descartes, il existe ainsi deux types de substances, les esprits et les corps matériels, la métaphysique cartésienne faisant figure de paradigme du dualisme de substance dans l'histoire de la philosophie.
Descartes expose à nouveau sa métaphysique au livre I des Principes de la philosophie (1644), il y définit une substance comme « chose qui existe en telle façon qu’elle n’a besoin que de soi-même pour exister » (article 51). Il y affirme qu'à proprement parler, il n'existe qu'une seule substance, c'est-à-dire un seul être qui existe sans le secours d'aucun autre, à savoir Dieu, thèse qui sera reprise et approfondie par Spinoza. Pour Descartes, les corps matériels et les esprits ne sont donc des substances que dans un sens second : en tant que choses créées, elles dépendent de Dieu pour se maintenir dans l'existence (thèse de la création continuée).

#### Théorie leibnizienne de la substance
Dans la postérité de Descartes, Leibniz reprend également le concept de substance, mais il le conçoit différemment de lui :

« Les Monades n’ont point de fenêtres, par lesquelles quelque chose y puisse entrer ou sortir. Les accidents ne sauraient se détacher, ni se promener hors des substances, comme faisaient autrefois les espèces sensibles des Scolastiques. Ainsi ni substance, ni accident peut entrer de dehors dans une Monade. »

La monadologie de Leibniz distingue entre substance simple et substance composée : la substance simple est propre aux différentes monades — impénétrables et procédant de la Monade (divine) — ; celles-ci s'associant dans la constitution des formes de substance composée, avec lesquelles apparaît la matérialité, le quantitatif, et susceptibles d'une décomposition et d'une identification des qualités introduites par la substance (simple) des différentes monades.

#### Théorie spinoziste de la substance
Spinoza affirme que Dieu est la seule substance. Il radicalise ainsi la thèse énoncée par Descartes dans les Principes de la philosophie en déniant le statut de substances aux corps et esprits. Pour Spinoza, la substance, est une et indivisible, les corps et les esprits n'étant que des modes de cette unique substance. Ce que nous appelons d'ordinaire la nature, avec tous les individus qui le composent, est immanent en Dieu : d'où l'expression fameuse Deus sive Natura (« Dieu ou la Nature »). En particulier, chaque humain est un mode de la substance divine et non un « empire dans un empire ». Spinoza critique ainsi l'anthropologie de Descartes qui faisait de l'humain un être indépendant, doué de libre-arbitre, quoique que subsistant avec l'aide de Dieu.

## Critiques du substantialisme
George Berkeley (Traité des principes de la connaissance humaine, 1710), immatérialiste, soutient qu'« exister, c'est être perçu ou percevoir ». Dès lors, la substance matérielle n'est qu'un ensemble de perceptions. Le mot « matière » ne correspond à rien. « La seule chose dont nous nions l'existence est celle que les philosophes appellent matière ou substance corporelle ».
David Hume, empiriste et sceptique, rejette également la notion de substance. « L'idée d'une substance aussi bien que celle d'un mode n'est rien qu'une collection d'idées simples unies par l'imagination auxquelles on a laissé un nom particulier ». Le moi n'est qu'« un faisceau ou une collection de différentes perceptions qui se succèdent ».
Kant fait entrer la substance dans la catégorie relation (substance et accident, cause et effet, réciprocité). Il insiste sur la notion de permanence : « l'immuable dans l'existence, c'est-à-dire la substance » (Critique de la raison pure). Il donne aussi le « critère empirique » d'une substance : l'action.
Au début du XXe siècle, les développements de la physique (relativité restreinte et générale et mécanique quantique) amènent plusieurs philosophes à renouveler la critique du substantialisme. Alfred North Whitehead, dans Process and Reality (1929), nie ainsi les substances, il considère que le réel est plutôt fait de processus de réalisation, des « événements », des occasions qui sont en interaction.
Bertrand Russell a également critiqué la représentation de propositions sous la forme substance-attribut et le monadisme de Leibniz, dans ce qu'il a appelé la doctrine des relations internes.
Pour sa part, Gaston Bachelard a placé le concept de substance parmi les notions élémentaires dont il faut dépasser les attraits pour le rendre conforme à l'esprit scientifique : « En réalité, il n'y a pas de phénomènes simples ; le phénomène est un tissu de relations. Il n'y a pas de nature simple, de substance simple : la substance est une contexture d'attributs. ».

## Philosophie contemporaine: notion de «particuliers nus»
Les « particuliers nus » de Bergmann (bare particulars) sont avant tout des individuateurs. Bergmann considère que si nous essayons de traiter un individu comme un complexe de propriétés universelles (« universaux »), nous ne pouvons distinguer des individus qui possèdent les mêmes propriétés, à moins de recourir à la notion de « particulier nu ». Un particulier nu est un élément du monde sans lequel l'objet correspondant n'existerait pas. Son existence est théoriquement indépendante de ses propriétés, même si dans la réalité il lui est impossible d'être totalement privé de propriétés. Il est « nu » car il est considéré sans ses propriétés et « particulier » parce qu'il réfère à une entité individuelle.
Les propriétés que possèdent le substratum en tant que « particulier nu » sont dites « inhérentes ». Dans la phrase « la pomme est rouge » par exemple, la couleur rouge est inhérente à la pomme. Considérée comme un substratum, la pomme possède la couleur rouge qui est inhérente à sa substance.
Bien qu'elle s'oppose à la théorie du faisceau à laquelle on associe souvent la théorie des tropes, la théorie du substratum est compatible avec la théorie des tropes. Cette position conciliatrice est défendue par Charlie B. Martin qui conçoit le substratum comme un porteur et un rassembleur de tropes, « lesquelles, quelles que soient les descriptions que l'on en donne, ont besoin d'être portées ».

### Arguments en faveur de la théorie dusubstratum
Deux arguments habituels sont avancés pour justifier la théorie du substratum : l' « argument grammatical » et l' « argument de la conception ».
Argument grammatical
L'argument grammatical utilisé pour justifier la théorie du substratum s'appuie sur la grammaire traditionnelle. La phrase « la neige est blanche », par exemple, contient un sujet grammatical (« neige ») ainsi qu'une relation de prédication (« est blanche »). L'argument consiste à montrer qu'il n'y a aucun sens à parler de la « blancheur » comme s'il s'agissait d'une caractéristique désincarnée. Parler de « blancheur », c'est toujours affirmer que la neige ou autre chose « est » blanc. Les assertions qui ont un sens sont formées à partir d'un sujet grammatical dont les propriétés peuvent être attribuées à un sujet grammatical identifiable à une substance.
La théorie du faisceau rejette l'argument grammatical parce que selon elle, un sujet grammatical ne se réfère pas nécessairement à un sujet métaphysique. On peut donc former des phrases sensées à propos des objets sans se référer à des substances.
Argument de la conception
L'argument de la conception fait valoir le fait que pour concevoir les propriétés d'un objet, comme la couleur d'une pomme, il faut concevoir l'objet qui possède ces propriétés. Selon cet argument, on ne peut concevoir la couleur, ou toute autre propriété, indépendamment de la substance qui possède cette propriété.

### Objections et critiques: la théorie du faisceau
Théorie rivale de la théorie du substratum, la théorie du faisceau conçoit les objets non pas comme des « particuliers nus » individuant des ensembles de propriétés, mais comme des « particuliers concrets ». Les particuliers concrets sont des « faisceaux » ou constructions de propriétés qualitatives telles que les tropes ou les universaux.
Les principales objections avancées par la théorie du faisceau à l'encontre de la théorie du substratum sont relatives aux « particuliers nus » dont la réalité serait concevable indépendamment de leurs propriétés. Les tenants de la théorie du faisceau objectent à cette notion d'entité sans propriétés le fait qu'elle est, justement, inconcevable. En effet, selon eux, dès que l'on a une quelconque notion de substance à l'esprit, une propriété accompagne toujours cette notion. Ils renvoient souvent à la formule de John Locke selon laquelle la substance est « un je ne sais quoi » de la chose, pour signifier l'inconsistance de la notion d'une substance conçue séparément de ses propriétés.

### Théorie dusubstratumet théorie de l'Ego
Appliquée à la question de l'identité personnelle, la théorie du substratum est une théorie qui justifie l'existence du Moi ou de l'Ego. On parle alors de « théorie de l'Ego ». Selon la théorie de l'Ego, l'existence continue d'une personne ne peut être expliquée que comme l'existence continue d'un même sujet d'expérience.
Les partisans de cette conception considèrent que la réponse à la question de savoir ce qui unifie la conscience d'une personne à un moment donné – ce qui fait que, par exemple, je peux en ce moment à la fois voir ce que je suis en train de taper à l'écran et entendre le vent à ma fenêtre – est que ces deux expériences sont vécues par moi, la personne que je suis, à ce moment-là. De même, ce qui explique l'unité de la vie entière d'une personne est le fait que la même personne est le sujet de toutes les expériences de sa vie. Dans sa forme la plus connue, le dualisme cartésien, chaque personne est une entité persistante purement mentale – une âme ou une substance spirituelle.

## Théologie

### Christianisme
La substance est une notion employée dans le christianisme pour rendre raison de l'Eucharistie, de la nature du Christ, et de la nature humaine. C'est notamment un des concepts métaphysiques clés employés dans la philosophie scolastique. Cette philosophie résulte de la réconciliation entre la philosophie d'Aristote et le christianisme, aux XIIe et XIIIe siècles. La conception de la substance développée par Aristote a été notamment reprise par Thomas d'Aquin (1225-1274) puis développée par le jésuite Francisco Suárez (1548-1617).
L'importance de la substance est rappelée dans l'Encyclique Fides et ratio de Jean-Paul II :
« Un grand défi qui se présente à nous au terme de ce millénaire est de savoir accomplir le passage, aussi nécessaire qu'urgent, du phénomène au fondement. Il n'est pas possible de s'arrêter à la seule expérience ; même quand celle-ci exprime et manifeste l'intériorité de l'homme et sa spiritualité, il faut que la réflexion spéculative atteigne la substance spirituelle et le fondement sur lesquels elle repose. Une pensée philosophique qui refuserait toute ouverture métaphysique serait donc radicalement inadéquate pour remplir une fonction de médiation dans l'intelligence de la Révélation ».

#### La nature humaine
Concernant la nature humaine, l'Église catholique, suivant saint Paul (chapitre 12 de l'épître aux Thessaloniciens) considère qu'il y a unicité de la nature entre l'esprit, l'âme et le corps :

« Que le Dieu de paix lui-même vous sanctifie tout entiers, et que tout ce qui est en vous, l'esprit, l'âme et le corps, se conserve sans reproche jusqu'au jour de l'avènement de notre Seigneur Jésus-Christ ! »

L'unité de l'âme a été rappelée au quatrième concile de Constantinople.
Le catéchisme de l'Église catholique exprime encore aujourd'hui ce point de doctrine en utilisant le concept de substance élaboré par la scolastique à partir d'Aristote :

« L'unité de l'âme et du corps est si profonde que l'on doit considérer l'âme comme la forme du corps ; c'est-à-dire, c'est grâce à l'âme spirituelle que le corps constitué de matière est un corps humain et vivant ; l'esprit et la matière, dans l'homme, ne sont pas deux natures unies, mais leur union forme une unique nature. »

#### L'Eucharistie
L'Église catholique et l'Église orthodoxe rendent compte de la transformation du pain et du vin en corps et en sang du Christ lors de l'Eucharistie en parlant de transsubstantiation. Pour elles, le corps du Christ est « réellement, vraiment et substantiellement » présent dans l'Eucharistie, les qualités que sont la couleur, le goût, et la texture ne sont que des accidents qui passent d'une substance à l'autre. D'autres Églises chrétienne, suivant une thèse de Luther, considèrent qu'il y a consubstantiation, c'est-à-dire coprésence de deux substances, le corps du Christ et le pain.

### Islam
Les théologiens musulmans retiennent l'idée que toute substance est matérielle. C'est pourquoi ils refusent l'idée que Dieu soit une substance. Ainsi, Al-Juwaynī, qui associe la matière à l'étendue,.

### Hindouisme et bouddhisme
Dans le cadre traditionnel des Veda, la substance a été retenue comme la première des sept catégories dans la théorie des catégories élaborée par les systèmes Nyâya et Vaisheshika ; cette dernière étant une philosophie atomique de la nature. De son côté, le bouddhisme substituant l'idée d'une évolution à celle d'un être stable rejette le concept de substance. Pour lui, le monde repose sur des « dharmas », des facteurs rendant les existences transitoires possibles sous forme de phénomènes.

#### Commentaires
- Jean-François Courtine, Les catégories de l'être, Paris, Presses universitaires de France, 2003.
- André Motte, Pierre Somville (éds.), Ousia dans la philosophie grecque des origines à Aristote, Louvain-la-Neuve, Peeters 2008.

#### La substance en philosophie
- Ousia
- Super-substantialisme
- Dualisme de substance
- Essence (philosophie)
- Accident (philosophie)
- Théorie du faisceau
- Hylé
- Hypokeimenon
- Hypostase
- Inhérence
- Trope
- Universaux

#### La substance dans la religion chrétienne
- Transsubstantiation | Consubstantiation
- Ecclesia de Eucharistia (17 avril 2003)
- Importance du fondement et de la métaphysique dans l'Encyclique Fides et ratio